# Summertime Blues
Summertime Blues er en sang indspillet af Eddie Cochran og udgivet som single i 1958. På singlens B-side var "Love Again".

## Om sangen
Sangen blev skrevet af Eddie Cochran og Jerry Capehart og var oprindeligt en B-side til en anden single. På grund af sangens popularitet fik den sin egen single og er stadig i dag end Cochran mest kendte og værdsatte sange. I årenes løb er der lavet flere coverversioner af sangen.
På Rolling Stone's liste over The 500 Greatest Songs of All Time er Summertime Blues med Eddie Cochran på 73.

## Coverversioner
- The Beach Boys
- Johnny Chester
- Blue Cheer
- The Who
- T. Rex
- Mick Farren
- Alan Jackson
- Johnny Hallyday (på fransk: "La Fille de l'été dernier")
- Rush
- Hush
- Olivia Newton-John
- The Rolling Stones
- The Flying Lizards
- Bruce Springsteen
- Van Halen
- The Little River Band
- Cheech Marin
- Bon Jovi
- Brian Setzer
- The Black Keys
- The Prophets
- Levon Helm
- Guitar Wolf
- Bobby Vee
- The Crickets
- Buck Owens
- James Taylor
- Joan Jett and The Blackhearts
- The Ventures
- Dick Dale
- Robert Gordon & Link Wray
- Skidrow
- MC5
- Alex Chilton
- Hep Stars
- Marty Wilde
- Eddie Meduza (svensk version på pladen Garagetaper)[2]
- Bamses Venner (på dansk: "Det' Træls Det' Surt" på pladen Rolig Nu)[3]